# Кутьин, Николай Георгиевич
Никола́й Гео́ргиевич Кутьи́н (род. 24 июля 1965, Ленинград) — российский государственный деятель, с апреля 2014 года по март 2016 года — Президент Ассоциации «Национальное объединение строителей» (НОСТРОЙ), с августа 2013 года по май 2014 год руководитель ОАО «Трансинжстрой», в 2008—2013 годах руководитель Федеральной службы по экологическому, технологическому и атомному надзору (Ростехнадзора).

## Образование
Окончил Московский новый юридический институт (квалификация — юрист).
Доктор юридических наук (2013). Член-корреспондент РАЕН (2014). Автор более 50 научных трудов, в том числе 12 монографий и научно-практических пособий.

## Биография
В конце 1980-х — 1-й половине 1990-х работал помощником председателя Красногвардейского райисполкома Ленинграда, затем в мэрии Санкт-Петербурга — заместитель председателя Комитета по управлению государственным имуществом Санкт-Петербурга. В начале 1990-х переехал в Москву, занимал должность зам. начальника управления Государственного комитета РФ по управлению государственным имуществом (с сентября 1997 — Министерство государственного имущества Российской Федерации, с 2000 — Министерство имущественных отношений Российской Федерации).
28 августа 2001 года назначен заместителем генерального директора Российского агентства по боеприпасам. С 22 июля 2003 года — статс-секретарь — заместитель генерального директора Российского агентства по обычным вооружениям.
В ходе административной реформы при формировании новой трехзвенной структуры Правительства Российской Федерации агентство было ликвидировано.
В 2004 году путём слияния Госгортехнадзора России и Госатомнадзора России была создана Федеральная служба по экологическому, технологическому и атомному надзору (Ростехнадзор).
С августа 2004 по ноябрь 2005 Н. Г. Кутьин был начальником управления по надзору за взрывоопасными и химически опасными производствами и объектами Ростехнадзора.
14 ноября 2005 года был назначен заместителем руководителя службы. В этом качестве принимал участие в расследовании причин крупных техногенных катастроф, в частности, аварии на шахте «Ульяновская» в марте 2007 года.
В 2006 году избран в Совет Союза производителей нефтегазового оборудования.
2 сентября 2008 года был назначен исполняющим обязанности руководителя службы. 20 сентября 2008 года был утверждён в должности. В период его руководства в 2012 году в Ростехнадзоре были введены новая форменная одежда и должностные погоны классных чинов.
25 апреля 2013 освобождён от должности руководителя Ростехнадзора. 27 апреля награждён медалью Столыпина II степени.
25 апреля 2014 года избран Президентом Ассоциации «Национальное объединение строителей» (НОСТРОЙ).
С января 2015 года — профессор кафедры гражданско-правовых дисциплин Академии Генеральной Прокуратуры Российской Федерации
В сентябре 2009 был утверждён членом правительственной комиссии по расследованию причин аварии 17 августа 2009 года на Саяно-Шушенской ГЭС. Большой резонанс в СМИ вызвал доклад комиссии, представленный Кутьиным 3 октября 2009 г., в котором вина за аварию была возложена на руководителей ликвидированного за год до событий РАО «ЕЭС России» (А. Б. Чубайс, А. Ф. Дьяков, В. Ю. Синюгин, Б. Ф. Вайнзихер и др.).

## Классные чины
- Действительный государственный советник Российской Федерации 3 класса (5 августа 2002 года)
- Действительный государственный советник Российской Федерации 2 класса (30 сентября 2009 года)
- Действительный государственный советник Российской Федерации 1 класса (28 января 2011 года)[5]

## Награды
- Орден «За заслуги перед Отечеством» IV степени (25 декабря 2013 года)
- Орден Александра Невского (30 мая 2012 года)
- Орден Почёта (25 сентября 2007 года)
- Юбилейная медаль «70 лет Вооружённых Сил СССР» (1989 год)
- Медаль Столыпина П. А. II степени (27 апреля 2013 года)
- Лауреат премии Правительства Российской Федерации в области науки и техники (23 марта 2008 года)
- Лауреат премии Правительства Российской Федерации в области науки и техники (28 февраля 2013 года)